# 梁言顺
梁言顺（1962年12月—），山东泰安人。男，汉族。山东理工大学本科毕业，辽宁大学日本研究所经济学硕士毕业，中共中央党校在职经济学博士学位。现任中共安徽省委书记、安徽省人大常委会主任。

## 生平
1979年7月，在山东理工大学学习，1983年7月获工学学士学位。1989年9月，在辽宁大学日本研究所学习，1992年7月获经济学硕士学位。1993年，考取中共中央党校在职博士生，1997年获经济学博士学位。
曾任中共中央党校研究室主任。2009年9月，任中共中央党校科研部主任。2012年4月，任中共中央党校校务委员会委员、科研部主任。 
2016年1月，任中共甘肃省委常委。2月，兼任宣传部部长。2017年2月，任中共甘肃省委常委、省委组织部部长、宣传部部长。
2018年1月，调任中央国家机关工委副书记。7月，改任中央宣传部副部长。2020年10月，升任中央和国家机关工委常务副书记。
2022年3月29日，任中共宁夏回族自治区党委书记，2022年5月21日，获补选出任宁夏回族自治区人大常委会主任，同年10月，梁言顺在中共二十大上当选中共中央委员。2024年6月28日，转任中共安徽省委书记。8月2日辞去宁夏回族自治区人民代表大会常务委员会主任职务。2025年1月，当选为安徽省人大常委会主任。

## 争议
在甘肃省担任省委常委、省委组织部部长、宣传部部长时曾被纽约时报报道涉嫌阻止记者报道政府职能部门调查安利传销案件。